# 孙润宇
孫潤宇（1879年—1960年），字子涵，江蘇吳縣人。清朝及中华民国政治人物、律师、画家。

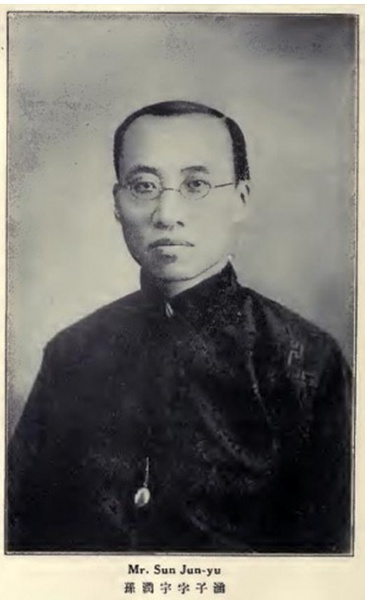

## 生平
他是清朝舉人，早年毕业于北洋大學堂預科，后赴奉天任教习。1904年，他留学日本，入法政大學。1908年，他毕业获法学士。归国后，他曾任民政部憲政筹備委員、陸軍部統計科科長、财政学堂、高等巡警学堂及法政学堂教习。
中华民国成立后，民國元年（1912年）他任北京政府內務部警務局局長、高等警察学校校长、江苏律师协会会长。 民国2年（1913年），他當選国会議员，又被选为宪法起草委员會委员，同年加入国民党，10月，他脱离国民党，与張耀曾、丁世嶧等人另组民憲黨。民国3年（1914年），他任中国駐日本公使馆一等參贊。民国5年（1916年），他任外交委員會理事。同年，国会第一次复会，他仍任议员。后来，他当选外交委员会理事，并任执业律师，同时参与组织宪政讨论会。民国7年（1918年），他任安福國會眾議院議員。民国13年（1924年），他任北京政府國務院法制局局長、第二次顏惠慶內閣的国务院秘書長。1926年7月，他再度任国务院秘书长及法制局局长。
1927年，他去职，在天津任执业律师。1934年程克任天津市市长时，他任天津市政府秘书长。1935年程克去职之后，他改任天津市政府顾问。
抗日战争爆发，日军占领华北后，他加入天津市治安维持会，任该会委员、总务局长。后来他任中华民国临时政府的河北省公署总务厅厅长、秘书长，华北矾土矿业股份有限公司董事长。
1960年，孙润宇逝世。
他是知名国画家，曾经参与湖社。1930 年，湖社在天津举办画展取得成功，天津籍文化人如严智开、王良生、孙润宇等人希望成立湖社天津分会。